# Dead Heat (1988)
Dead Heat ist ein US-amerikanischer Action-Thriller von Regisseur Mark Goldblatt aus dem Jahr 1988.

## Handlung
Eine Juwelendieb-Bande terrorisiert Beverly Hills. Die besten Detectives des LAPD, Mortis und Bigelow, werden mit dem Fall beauftragt. Sie stellen schnell fest, dass die Räuber bereits tot sind.
Die beiden Detektive nehmen eine Spur zu einem Pharma-Unternehmen auf und finden heraus, dass dort Experimente mit Toten durchgeführt werden.

## Hintergrund
Die Dreharbeiten starteten am 19. August 1987 in Südkalifornien.

## Kritiken
Seinerzeit nur ein mäßiger Erfolg an den Kino-Kassen, erlangte der Streifen später den Kult-Status.
Der Filmdienst urteile, der Film sei „[e]in mit ekelhaften Blutrünstigkeiten daherkommender Thriller“. Der vermeintliche schwarze Humor biete lediglich „morbide Plattheiten“.
Er erschien auf DVD am 7. März 2014.

## Auszeichnungen
Nominiert auf dem Fantasporto-Filmfestival von 1990 für den International Fantasy Film Award als Bester Film.